# Prince Jean (Disney)
Ne doit pas être confondu avec Petit Jean.
Le prince Jean est un personnage de fiction apparu pour la première fois dans le film Robin des Bois (1973). Il est apparu régulièrement dans Tous en boîte. Le personnage est inspiré de Jean d'Angleterre dans la légende de Robin des Bois.

## Description
Après le départ du roi Richard pour les Croisades, le prince Jean a usurpé le pouvoir, aidé par Triste Sire et le shérif de Nottingham. Mais Robin des Bois ne comptait pas laisser agir l'imposteur. Après le retour de Richard, les trois complices seront condamnés à casser des cailloux.

## Interprètes
- Voix originale : Peter Ustinov
- Voix allemande : Peter Ustinov
- Voix brésilienne : Magalhães Graça
- Voix danoise : John Price
- Voix finnoise : Ossi Ahlapuro
- Voix française : Philippe Dumat
- Voix italienne : Antonio Guidi
- Voix japonaise : Kiyoshi Kawakubo et Minoru Uchida
- Voix polonaise : Jan Peszek
- Voix suédoise : Ingvar Kjellson